# Ján Sinapius-Horčička mladší
Ján Sinapius-Horčička mladší (11. září 1657 v Liptovské Teplé - 5. října 1725 v Lehnici), známý též jako Johann Sinapio, byl slezský pedagog, heraldik a spisovatel slovenského původu. Psal německy a latinsky.
Byl synem Daniela Sinapia-Horčičky. Působil na gymnáziích v Olešnici a v Lehnici.
Jeho nejvýznamnějším dílem je heraldicko-genealogický spis Kuriositäten des schlesischer Adels (1720). Napsal také knihu o olešnickém knížectví Olsnographia (1707).